# Mindhorn
Mindhorn è un film del 2016 diretto da Sean Foley.

## Trama
Richard Thorncroft interpreta l'agente speciale Bruce Mindhorn un personaggio cult negli anni 80 con il potere di vedere la verità. Dopo la fine del suo successo Thorncroft scappa dall'Isola di Man per andare a Hollywood. Dopo successivi insuccessi, un giorno viene contattato per un caso speciale.